# Населення Сан-Томе і Принсіпі
Населення Сан-Томе і Принсіпі. Чисельність населення країни 2015 року становила 194,0 тис. осіб (186-те місце у світі). Чисельність остров'ян стабільно збільшується, народжуваність 2015 року становила 34,23 ‰ (27-ме місце у світі), смертність — 7,24 ‰ (121-ше місце у світі), природний приріст — 1,84 % (61-ше місце у світі) . 

## Природний рух

### Відтворення
Народжуваність у Сан-Томе і Принсіпі, станом на 2015 рік, дорівнює 34,23 ‰ (27-ме місце у світі). Коефіцієнт потенційної народжуваності 2015 року становив 4,54 дитини на одну жінку (26-те місце у світі). Рівень застосування контрацепції 38,4 % (станом на 2009 рік). Середній вік матері при народженні першої дитини становив 19,4 року, медіанний вік для жінок — 25—29 років (оцінка на 2009 рік).
Смертність у Сан-Томе і Принсіпі 2015 року становила 7,24 ‰ (121-ше місце у світі).
Природний приріст населення в країні 2015 року становив 1,84 % (61-ше місце у світі).

### Вікова структура

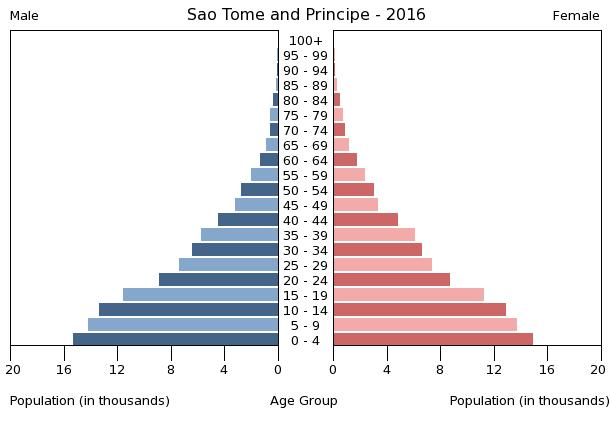
Віково-статева піраміда населення Сан-Томе і Принсіпі, 2016 рік

Середній вік населення Сан-Томе і Принсіпі становить 18,2 року (215-те місце у світі): для чоловіків — 17,8, для жінок — 18,6 року. Очікувана середня тривалість життя 2015 року становила 64,58 року (178-ме місце у світі), для чоловіків — 63,27 року, для жінок — 65,92 року.
Вікова структура населення Сан-Томе і Принсіпі, станом на 2015 рік, мала такий вигляд:
- діти віком до 14 років — 43,04 % (42 460 чоловіків, 41 036 жінок);
- молодь віком 15—24 роки — 20,03 % (19 692 чоловіки, 19 159 жінок);
- дорослі віком 25—54 роки — 30,47 % (28 985 чоловіків, 30 125 жінок);
- особи передпохилого віку (55—64 роки) — 3,59 % (3173 чоловіки, 3787 жінок);
- особи похилого віку (65 років і старіші) — 2,88 % (2508 чоловіків, 3081 жінка)[1].

|      | Населення заглом | У віці до 14 років (%) | У віці 15—64 років (%) | У віці за 65 років (%) |
| ---- | ---------------- | ---------------------- | ---------------------- | ---------------------- |
| 1950 | 60 000           | 32,9                   | 63,1                   | 4,0                    |
| 1955 | 59 000           | 32,9                   | 63,1                   | 4,0                    |
| 1960 | 64 000           | 32,9                   | 63,2                   | 4,0                    |
| 1965 | 65 000           | 41,1                   | 56,3                   | 2,6                    |
| 1970 | 74 000           | 46,7                   | 48,4                   | 4,9                    |
| 1975 | 82 000           | 47,0                   | 49,1                   | 3,9                    |
| 1980 | 95 000           | 46,6                   | 48,6                   | 4,8                    |
| 1985 | 104 000          | 46,6                   | 48,8                   | 4,7                    |
| 1990 | 116 000          | 46,6                   | 49,0                   | 4,4                    |
| 1995 | 128 000          | 44,8                   | 50,8                   | 4,4                    |
| 2000 | 141 000          | 42,6                   | 53,1                   | 4,3                    |
| 2005 | 153 000          | 41,6                   | 54,0                   | 4,4                    |
| 2010 | 165 000          | 40,3                   | 55,8                   | 3,9                    |

| Вік   | Чоловіки | Жінки  | Разом   | %     |
| ----- | -------- | ------ | ------- | ----- |
| 0—4   | 12 001   | 11 675 | 23 675  | 15,58 |
| 5—9   | 10 268   | 10 156 | 20 424  | 13,44 |
| 10—14 | 9447     | 9051   | 18 498  | 12,18 |
| 15—19 | 8979     | 8637   | 17 615  | 11,60 |
| 20—24 | 8053     | 8109   | 16 162  | 10,64 |
| 25—29 | 6336     | 6688   | 13 024  | 8,57  |
| 30—34 | 4290     | 4628   | 8918    | 5,87  |
| 35—39 | 3322     | 3770   | 7091    | 4,67  |
| 40—44 | 2796     | 3410   | 6206    | 4,09  |
| 45—49 | 2363     | 2820   | 5183    | 3,41  |
| 50—54 | 1799     | 2026   | 3825    | 2,52  |
| 55—59 | 1322     | 1514   | 2836    | 1,87  |
| 60—64 | 998      | 1157   | 2154    | 1,42  |
| 65—69 | 1093     | 1239   | 2332    | 1,54  |
| 70—74 | 801      | 867    | 1668    | 1,10  |
| 75—79 | 527      | 625    | 1152    | 0,76  |
| 80+   | 483      | 663    | 1147    | 0,76  |
| Разом | 74 876   | 77 036 | 151 912 | 100   |

### Шлюбність— розлучуваність
Середній вік, коли чоловіки беруть перший шлюб, дорівнює 23,8 року, жінки — 18,8 року, загалом — 21,3 року (дані за 2008 рік).

## Розселення
Густота населення країни 2015 року становила 198,3 особи/км² (71-ше місце у світі).

### Урбанізація
Сан-Томе і Принсіпі високоурбанізована країна. Рівень урбанізованості становить 65,1 % населення країни (станом на 2015 рік), темпи зростання частки міського населення — 3,58 % (оцінка тренду за 2010—2015 роки).
Головні міста держави: Сан-Томе (столиця) — 71,0 тис. осіб (дані за 2014 рік).

### Міграції
Річний рівень еміграції 2015 року становив 8,63 ‰ (212-те місце у світі). Цей показник не враховує різниці між законними і незаконними мігрантами, між біженцями, трудовими мігрантами та іншими.
Сан-Томе і Принсіпі є членом Міжнародної організації з міграції (IOM).

## Расово-етнічний склад
| Етнічний склад (2015 рік) | Етнічний склад (2015 рік) | Етнічний склад (2015 рік) | Етнічний склад (2015 рік) | Етнічний склад (2015 рік) |
| ------------------------- | ------------------------- | ------------------------- | ------------------------- | ------------------------- |
| Етнос:                    |                           |                           | Відсоток:                 |                           |
| метиси                    | метиси                    |                           | %                         | %                         |
| анголари                  | анголари                  |                           | %                         | %                         |
| форруш                    | форруш                    |                           | %                         | %                         |
| сервікас                  | сервікас                  |                           | %                         | %                         |
| тонгас                    | тонгас                    |                           | %                         | %                         |
| португальці               | португальці               |                           | %                         | %                         |
| китайці                   | китайці                   |                           | %                         | %                         |

Головні етноси країни: метиси, анголари (нащадки темношкірих рабів з ангольської колонії Португалії), форруш (нащадки рабів), сервікас (наймані працівники з колишніх португальських колоній, гастарбайтери), тонгас (діти гастарбайтерів, що народились на острові), португальці, китайці.

## Мови
| Мови Сан-Томе і Принсіпі (2012 рік) | Мови Сан-Томе і Принсіпі (2012 рік) | Мови Сан-Томе і Принсіпі (2012 рік) | Мови Сан-Томе і Принсіпі (2012 рік) | Мови Сан-Томе і Принсіпі (2012 рік) |
| ----------------------------------- | ----------------------------------- | ----------------------------------- | ----------------------------------- | ----------------------------------- |
| Мова:                               |                                     |                                     | Відсоток:                           |                                     |
| португальська                       | португальська                       |                                     | 98.4%                               | 98.4%                               |
| форро                               | форро                               |                                     | 36.2%                               | 36.2%                               |
| кабовердіану                        | кабовердіану                        |                                     | 8.5%                                | 8.5%                                |
| французька                          | французька                          |                                     | 6.8%                                | 6.8%                                |
| анголар                             | анголар                             |                                     | 6.6%                                | 6.6%                                |
| англійська                          | англійська                          |                                     | 4.9%                                | 4.9%                                |
| лунгуї                              | лунгуї                              |                                     | 1%                                  | 1%                                  |
| інші                                | інші                                |                                     | 2.4%                                | 2.4%                                |

Офіційна мова: португальська — володіє 98,4 % населення держави. Інші поширені мови й діалекти: форро — 36,2 %, кабовердіану — 8,5 %, французька — 6,8 %, анголар — 6,6 %, англійська — 4,9 %, лунгуї — 1 %, інші — 2,4 % (оцінка 2012 року).

## Релігії
| Релігії в Сан-Томе і Принсіпі (2015 рік) | Релігії в Сан-Томе і Принсіпі (2015 рік) | Релігії в Сан-Томе і Принсіпі (2015 рік) | Релігії в Сан-Томе і Принсіпі (2015 рік) | Релігії в Сан-Томе і Принсіпі (2015 рік) |
| ---------------------------------------- | ---------------------------------------- | ---------------------------------------- | ---------------------------------------- | ---------------------------------------- |
| Віросповідання:                          |                                          |                                          | Відсоток:                                |                                          |
| католики                                 | католики                                 |                                          | 55.7%                                    | 55.7%                                    |
| свідки Єгови                             | свідки Єгови                             |                                          | 1.2%                                     | 1.2%                                     |
| інші                                     | інші                                     |                                          | 6.2%                                     | 6.2%                                     |
| атеїсти                                  | атеїсти                                  |                                          | 21.2%                                    | 21.2%                                    |
| агностики                                | агностики                                |                                          | 1%                                       | 1%                                       |

Головні релігії й вірування, які сповідує, і конфесії та церковні організації, до яких відносить себе населення країни: католицтво — 55,7 %, адвентизм — 4,1 %, Асамблея Бога — 3,4 %, Новоапостольська церква — 2,9 %, мана — 2,3 %, Царство Боже — 2 %, свідки Єгови — 1,2 %, інші — 6,2 %, не сповідують жодної — 21,2 %, не визначились — 1 % (станом на 2012 рік).

## Освіта
Рівень письменності 2015 року становив 74,9 % дорослого населення (віком від 15 років): 81,8 % — серед чоловіків, 68,4 % — серед жінок.
Державні витрати на освіту становлять 3,9 % ВВП країни, станом на 2014 рік (6-те місце у світі). Середня тривалість освіти становить 13 років, для хлопців — до 13 років, для дівчат — до 13 років (станом на 2012 рік).

## Охорона здоров'я
Забезпеченість лікарняними ліжками в стаціонарах — 2,9 ліжка на 1000 мешканців (станом на 2011 рік). Загальні витрати на охорону здоров'я 2014 року становили 8,4 % ВВП країни (60-те місце у світі).
Смертність немовлят до 1 року, станом на 2015 рік, становила 47,88 ‰ (41-ше місце у світі); хлопчиків — 49,85 ‰, дівчаток — 45,85 ‰. Рівень материнської смертності 2015 року становив 156 випадків на 100 тис. народжень (88-ме місце у світі).
Сан-Томе і Принсіпі входить до складу ряду міжнародних організацій: Міжнародного руху (ICRM) і Міжнародної федерації товариств Червоного Хреста і Червоного Півмісяця (IFRCS), Дитячого фонду ООН (UNISEF), Всесвітньої організації охорони здоров'я (WHO).

### Захворювання
Потенційний рівень зараження інфекційними хворобами в країні високий. Найпоширеніші інфекційні захворювання: діарея, гепатит А, черевний тиф, малярія, гарячка денге, шистосомози (станом на 2016 рік).
2014 року зареєстровано 1,0 тис. хворих на СНІД (119-те місце у світі), це 0,78 % населення в репродуктивному віці 15—49 років (52-ге місце у світі). Смертність 2014 року від цієї хвороби становила приблизно 100 осіб (129-те місце у світі).
Частка дорослого населення з високим індексом маси тіла 2014 року становила 10,6 % (132-ге місце у світі); частка дітей віком до 5 років зі зниженою масою тіла становила 8,8 % (оцінка на 2014 рік). Ця статистика показує як власне стан харчування, так і наявну/гіпотетичну поширеність різних захворювань.

### Санітарія
Доступ до облаштованих джерел питної води 2015 року мало 98,9 % населення в містах і 93,6 % в сільській місцевості; загалом 97,1 % населення країни. Відсоток забезпеченості населення доступом до облаштованого водовідведення (каналізація, септик): в містах — 40,8 %, в сільській місцевості — 23,3 %, загалом по країні — 34,7 % (станом на 2015 рік).

## Соціально-економічне становище
Співвідношення осіб, що в економічному плані залежать від інших, до осіб працездатного віку (15—64 роки) загалом становить 84,2 % (станом на 2015 рік): частка дітей — 78,5 %; частка осіб похилого віку — 5,7 %, або 17,6 потенційно працездатного на 1 пенсіонера. Загалом ці показники характеризують рівень потреби державної допомоги в секторах освіти, охорони здоров'я та пенсійного забезпечення, відповідно. За межею бідності 2009 року перебувало 66,2 % населення країни. Дані про розподіл доходів домогосподарств у країні відсутні.
Станом на 2013 рік, у країні 100 тис. осіб не має доступу до електромереж; 59 % населення має доступ, у містах цей показник дорівнює 70 %, у сільській місцевості — 40 %. Рівень проникнення інтернет-технологій низький. Станом на липень 2015 року в країні налічувалось 50 тис. унікальних інтернет-користувачів (186-те місце у світі), що становило 25,8 % загальної кількості населення країни.

### Трудові ресурси
Загальні трудові ресурси 2015 року становили 68,640 осіб (187-ме місце у світі). Дані по структурі зайнятості економічно активного населення у господарстві країни відсутні. Населення держави переважно займається сільськими господарством, риболовлею; кількість професійних робочих незначна. 3,2 тис. дітей у віці від 5 до 14 років (8 % загальної кількості) 2006 року були залучені до дитячої праці. Безробіття 2014 року дорівнювало 13,5 % працездатного населення, 2013 року — 13,7 % (145-те місце у світі).

## Кримінал

### Торгівля людьми
Згідно зі щорічною доповіддю про торгівлю людьми (англ. Trafficking in Persons Report) Управління з моніторингу та боротьби з торгівлею людьми Державного департаменту США, уряд Сан-Томе і Принсіпі докладає значних зусиль у боротьбі з явищем примусової праці, сексуальної експлуатації, незаконною торгівлею внутрішніми органами, але законодавство відповідає мінімальним вимогам американського закону 2000 року щодо захисту жертв (англ. Trafficking Victims Protection Act’s) не повною мірою, країна перебуває у списку другого рівня.

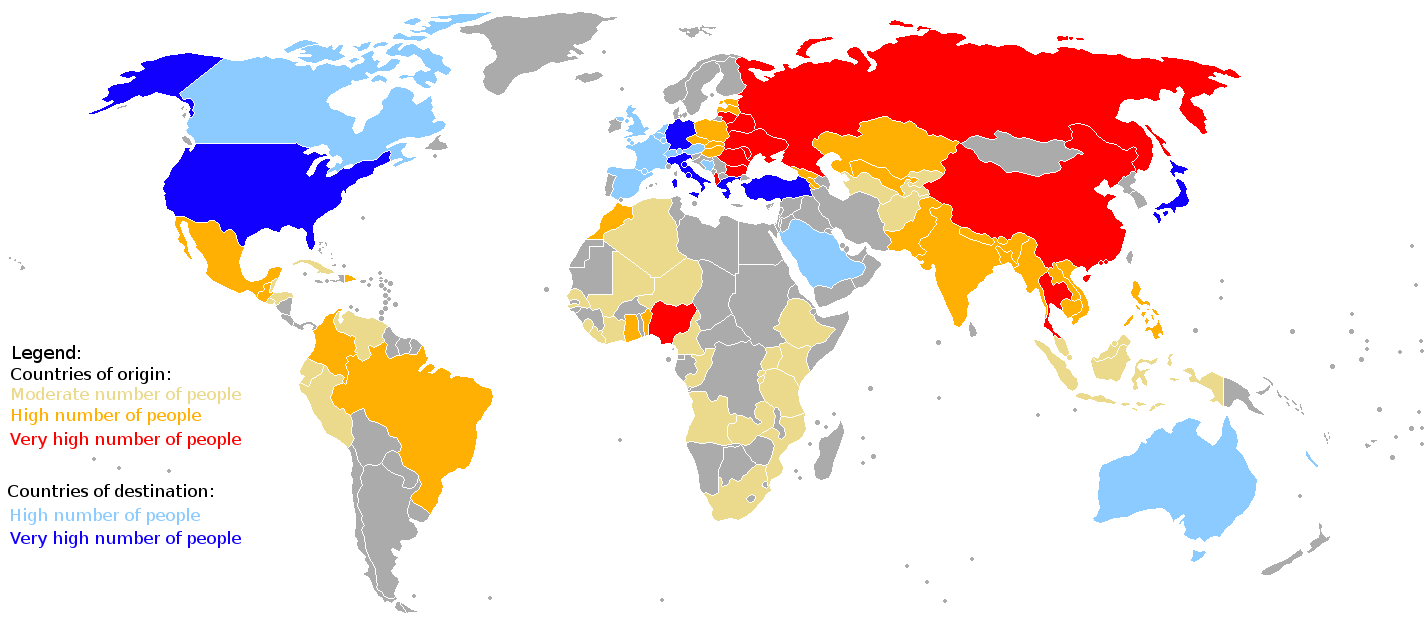
Країни-донори (червоний) і країни-реципієнти кримінальних потоків  (англ.)
Глобальна боротьба з торгівлею людьми (англ.)

## Гендерний стан
Статеве співвідношення (оцінка 2015 року):
- при народженні — 1,03 особи чоловічої статі на 1 особу жіночої;
- у віці до 14 років — 1,04 особи чоловічої статі на 1 особу жіночої;
- у віці 15—24 років — 1,03 особи чоловічої статі на 1 особу жіночої;
- у віці 25—54 років — 0,96 особи чоловічої статі на 1 особу жіночої;
- у віці 55—64 років — 0,84 особи чоловічої статі на 1 особу жіночої;
- у віці за 64 роки — 0,81 особи чоловічої статі на 1 особу жіночої;
- загалом — 1 особи чоловічої статі на 1 особу жіночої[1].

## Демографічні дослідження
Демографічні дослідження в країні ведуться рядом державних і наукових установ.

### Українською
- Атлас. 10—11 клас. Економічна і соціальна географія світу / упорядники :  О. Я. Скуратович, Н. І. Чанцева. — К. : ДНВП «Картографія», 2010. — ISBN 978-966-475-639-3.
- Атлас світу / голов. ред. І. С. Руденко ; зав. ред. В. В. Радченко ; відп. ред. О. В. Вакуленко. — К. : ДНВП «Картографія», 2005. — 336 с. — ISBN 9666315467.
- Безуглий В. В. Економічна і соціальна географія зарубіжних країн : Навчальний посібник. — К. : ВЦ «Академія», 2007. — 704 с. — ISBN 978-966-580-239-6.
- Безуглий В. В., Козинець С. В. Регіональна економічна і соціальна географія світу : Навчальний посібник. — видання 2-ге, доп., перероб. — К. : ВЦ «Академія», 2007. — 688 с. — ISBN 966-580-144-9.
- Головченко В. І., Кравчук О. Країнознавство: Азія, Африка, Латинська Америка, Австралія і Океанія. — К., 2006. — 335 с. — ISBN 966-8939-04-2.
- Гудзеляк І. І. Географія населення: Навчальний посібник / І. Гудзеляк. — Л. : Видавничий центр ЛНУ імені Івана Франка, 2008. — 232 с. — ISBN 978-966-613-599-8.
- Дахно І. І. Країни світу: Енциклопедичний довідник / І. І. Дахно, С. М. Тимофієв. — К. : Мапа, 2011. — 606 с. — (Бібліотека нового українця) — ISBN 978-966-8804-23-6.
- Дахно І. І. Економічна географія зарубіжних країн : навчальний посібник. — К. : Центр учбової літератури, 2014. — 319 с. — ISBN 978-611-01-0682-5.
- Джаман В. О. Регіональні системи розселення: демографічні аспекти. — Чернівці : Рута, 2003. — 392 с. — ISBN 9665685988.
- Дорошенко Л. С. Демографія: Навчальний посібник. — К. : МАУП, 2005. — 112 с. — ISBN 966-608-442-2.
- Дубович І. А. Країнознавчий словник-довідник. — 5-те вид., перероб. і доп. — К. : Знання, 2008. — 839 с. — ISBN 978-966-346-330-8.
- Економічна і соціальна географія країн світу. Навчальний посібник / За ред. Кузика С. П. — Л. : Світ, 2002. — 672 с. — ISBN 966-603-178-7.
- Загальна медична географія світу / В. О. Шевченко [та ін.] — К. : [б.в.], 1998. — 178 с.
- Книш М. М., Мамчур О. І. Регіональна економічна і соціальна географія світу (Латинська Америка та Карибські країни, Африка, Азія, Океанія) : навч. посіб. — Л. : ЛНУ ім. Івана Франка, 2013. — 368 с. — ISBN 978-617-10-0007-0.
- Крисаченко В. С. Динаміка населення: Популяційні, етнічні та глобальні виміри. — К. : Видавництво Національного інституту стратегічних досліджень, 2005. — 368 с. — ISBN 966-554-083-1.
- Любіцева О. О., Мезенцев К. В., Павлов С. В. Географія релігій. — К. : АртЕК, 1999. — 504 с. — ISBN 966-505-006-0.
- Масляк П. О. Країнознавство. — К. : Знання, 2007. — 292 с. — (Вища освіта XXI століття)
- Масляк П. О., Дахно І. І. Економічна і соціальна географія світу / П. О. Масляк, І. І. Дахно ; за ред. П. О. Масляка. — К. : Вежа, 2003. — 280 с. — ISBN 966-7091-53-8.

### Російською
- (рос.) Сан-Томе и Принсипи // Демографический энциклопедический словарь / главн. ред. Валентей Д. И. — М. : Советская энциклопедия, 1985. — 608 с.
- (рос.) Сан-Томе и Принсипи // Африка: энциклопедический справочник [в 2-х тт.] / гл. ред. А. Громыко. — М. : Советская энциклопедия, 1987. — Т. 2. — 671 с.
- (рос.) Сан-Томе и Принсипи // Страны и народы. Африка. Западная и Центральная Африка / Редкол. : М. Б. Горнунг, Г. Б. Старушенко (отв. ред.) и др. — М. : «Мысль», 1979. — 301 с. — (Страны и народы) — 180 тис. прим.
- (рос.) Атлас народов мира / Отв. ред. С. И. Брук и В. С. Апенченко. — М. : ГУГК ГГК СССР и Институт этнографии им. Н. Н. Миклухо-Маклая АН СССР, 1964. — 185 с. — 20 тис. прим.
- (рос.) Численность и расселение народов мира. Этнографические очерки / под ред. С. И. Брука. — М. : Издательство АН СССР, 1962. — 487 с.
- (рос.) Лаппо Г. М. География городов: Учебное пособие для географических факультетов вузов. — М. : Туманит, изд. центр ВЛАДОС, 1997. — 476 с. — ISBN 5-691-00047-0.
- (рос.) Ягельский А. География населения. — М. : Прогресс, 1980. — 383 с.